# Strėva
El Strėva (en alemán: Strebe) es un río que atraviesa los municipios lituanos de Trakai y Kaunas. Sobre sus aguas congeladas libraron en 1348 la batalla homónima el Gran Ducado de Lituania y los caballeros teutones. En 1962, el río fue represado para crear el embalse de Elektrėnai, el tercer lago artificial más grande de Lituania. El Strėva atraviesa Elektrėnai, Žiežmariai y Semeliškės. Según un estudio de 2001, era uno de los ríos más limpios de la parte lituana de la cuenca del Neman.
El río recibe otros nombres en otros idiomas: Reka Strava, Strava y Streva.